# (455341) 2002 RZ16
(455341) 2002 RZ16 es un asteroide perteneciente al cinturón de asteroides, descubierto el 4 de septiembre de 2002 por el equipo del Lowell Observatory Near-Earth-Object Search desde la Estación Anderson Mesa (condado de Coconino, cerca de Flagstaff, Arizona, Estados Unidos).

## Designación y nombre
Designado provisionalmente como 2002 RZ16.

## Características orbitales
2002 RZ16 está situado a una distancia media del Sol de 2,608 ua, pudiendo alejarse hasta 3,342 ua y acercarse hasta 1,874 ua. Su excentricidad es 0,281 y la inclinación orbital 3,786 grados. Emplea 1538,75 días en completar una órbita alrededor del Sol.

## Características físicas
La magnitud absoluta de 2002 RZ16 es 17,1.